# Хрусталёв, Александр Герасимович
Александр Герасимович Хрусталёв (1826—1875) — священник Казанского кафедрального Благовещенского собора и педагог; магистр богословия.

## Биография
Александр Хрусталёв родился в семье священника священника в городе Чебоксары 24 сентября (6 октября) 1826 года. Получив образование в Казанской духовной семинарии и Казанской духовной академии, Хрусталёв по окончании в 1850 году курса последней был назначен смотрителем Моздокского духовного училища, а с начала 1851 года состоял преподавателем логики и психологии и библиотекарем в Казанской духовной семинарии. 
В 1854 году А. Г. Хрусталёв был рукоположен во священника к Казанскому кафедральному собору и в следующем году удостоен степени магистра богословия. До 1868 года он служил и в семинарии, и в соборе: в первой он был секретарем правления, преподавал гражданскую историю и состоял членом правления по учебной части, а в соборе исполнял должности ключаря и экзаменатора посвящаемых в стихарь; кроме того, он в разное время состоял членом от духовенства временного комитета об улучшении быта православного духовенства, членом временного комитета о преобразовании духовных училищ, членом Казанского комитета общественного здравия и холерно-санитарного комитета. 
Отказавшись в 1868 году от духовно-учебной службы, Александр Герасимович Хрусталёв однако уже 5 июля 1870 года был, по выбору окружного духовенства, определен смотрителем Казанского духовного училища, с увольнением от должностей ключаря и священника собора. 
В 1873 году он отказался от должности смотрителя и снова вернулся в собор, при котором и оставался до конца своей жизни. Памятником ученой его деятельности остался довольно обширный исторический трактат, написанный им ещё в бытность студентом Казанской духовной академии, под заглавием «Очерк распространения христианства между иноверцами Казанского края» (это сочинение было напечатано в 1874 году в 5-м выпуске Миссионерского противомусульманского сборника).
Александр Герасимович Хрусталёв скончался 16 (28) октября 1875 года в городе Казани.